# Barão de Carapebus

Armas dos barões de Carapebus, as mesmas das famílias Pinto e Neto.

Barão de Carapebus é um título nobiliárquico criado por D. Pedro II do Brasil por carta de 2 de dezembro de 1854, a favor de Joaquim Pinto Neto dos Reis.
Titulares
1. Joaquim Pinto Neto dos Reis (?–1867);
2. Antônio Dias Coelho Neto dos Reis (1829—1896) – filho do anterior, primeiro e único visconde com grandeza e Conde de Carapebus.